# Britta Heidemann
Britta Heidemann (* 22. Dezember 1982 in Köln) ist eine deutsche Sportfunktionärin. Als Fechterin wurde sie 2007 in St. Petersburg Weltmeisterin mit dem Degen, 2008 Olympiasiegerin in Peking und 2009 Europameisterin in Plowdiw. Damit gelang ihr als erste Degenfechterin das „Golden Triple“. Seit 2016 ist sie Mitglied des Internationalen Olympischen Komitees und Mitglied des Präsidiums des Deutschen Olympischen Sportbundes. 

## Leben
Heidemann besuchte das Apostelgymnasium in Köln. Mitte der 1990er Jahre fuhr sie zum ersten Mal mit ihrer Familie nach China. Zu Beginn der Oberstufe ging sie im Sommer 1998 für drei Monate nach Peking. Nach ihrem Abitur absolvierte sie dort 2001 auch ein Praktikum bei der Bayer AG. Im Jahr 2008 schloss sie ein Studium der Regionalwissenschaften China an der Universität zu Köln ab. Ihre Diplomarbeit befasst sich mit der Entwicklung alternativer Energien in China, besonders der Windkraft, und deren rechtlichen Rahmenbedingungen.
Heidemann wohnt in Köln. Sie spricht fließend Chinesisch und arbeitet freiberuflich als Unternehmensberaterin für die Bereiche China, erneuerbare Energien, Sport und Management. Darüber hinaus engagiert sie sich sozial in vielen Bereichen. So ist sie Schirmherrin der Sozialkampagne Kinderträume 2011 des Deutschen Fußball-Bundes (DFB). Seit 2010 ist sie Kuratoriumsmitglied der DFL Stiftung, die sich für sozial Schwache und Benachteiligte sowie deutsche Nachwuchssportler einsetzt. Im Jahr 2009 wurde sie mit dem Sparkassenpreis für Vorbilder im Sport geehrt. Im Jahr 2016 übernahm Heidemann die Aufgabe der Patin für den Ehrenamtspreis der Stadt Köln.
Im Oktober 2020 wurde sie Mutter eines Sohnes, Vater ist der Kunstflugpilot Matthias Dolderer. Ein Jahr später trennte sich das Paar.

## Sportliche Karriere

### Sportlicher Werdegang
Mit 14 Jahren hatte Britta Heidemann den ersten Kontakt mit dem Fechtsport. Schon vorher war sie eine erfolgreiche Leichtathletin und Schwimmerin. Über den Friesenkampf wurde sie ab 1995 an das Florettfechten herangeführt. Fünfmal wurde sie Deutsche Friesenkampf-Meisterin. Zwei Jahre später wechselte sie zum Degenfechten. Bis zum Jahr 2000 nahm sie am modernen Fünfkampf teil, erst Ende 2000 begann sie sich auf das Fechten zu spezialisieren. Bereits ein Jahr später errang sie internationale Titel.

### Erfolge im Degenfechten
2001 wurde sie Vize-Juniorenweltmeisterin und Junioren-Europameisterin. 2002 wurde sie Weltmeisterschafts-Dritte, 2003 Weltmeisterschafts-Zweite mit der Mannschaft. 2004 belegte sie den dritten Platz im Mannschafts-Weltcup. Bei den Olympischen Spielen 2004 in Athen erreichte sie in der Mannschaft mit Claudia Bokel und Imke Duplitzer Silber hinter der Mannschaft aus Russland.
2007 wurde sie Weltmeisterin im Einzel in Sankt Petersburg. Bei den Olympischen Spielen 2008 in Peking gewann sie im Einzelwettbewerb die Goldmedaille. Ein Jahr später, im Jahr 2009, sicherte sich Heidemann mit dem Europameistertitel das Triple und ist somit die erste Degenfechterin, die alle drei großen Titel gleichzeitig innehatte. Neben dieser einmaligen Leistung erzielte Heidemann auch zahlreiche Erfolge bei Weltcupturnieren.
Im Jahr 2011 gewann Heidemann ihre erste deutsche Meisterschaft im Degenfechten.
2012 erreichte sie das Finale im Degenfechten bei den Olympischen Sommerspielen 2012 in London, verlor aber in der Verlängerung und gewann somit am dritten Wettkampftag Silber, die erste deutsche Medaille bei diesen Olympischen Spielen.
2013 gewann Heidemann bei den Weltmeisterschaften in Budapest Bronze im Einzel, 2014 Silber in Kasan.
Im Turnier der letzten Hoffnung scheiterte Heidemann im Viertelfinale und qualifizierte sich somit nicht für die Olympischen Sommerspiele 2016.
Am 2. Februar 2018 gab Heidemann bekannt, ihre sportliche Karriere zu beenden.

### Sportfunktionärin
Mit dem besten Ergebnis bei einer Wahl durch alle olympischen Athleten wurde sie im August 2016 als eines von vier neuen Mitgliedern der Athletenkommission des Internationalen Olympischen Komitees gewählt. Damit wurde sie auch Mitglied des Internationalen Olympischen Komitees und somit auch persönliches Mitglied des Präsidiums des Deutschen Olympischen Sportbundes. Im Jahr 2024 scheidet sie turnusgemäß nach acht Jahren aus der Athletenkommission und damit aus dem IOC aus. Im Mai 2024 wurde sie von IOC-Präsident Thomas Bach zum 1. September 2024 in den Vorstand der Olympic Refuge Foundation berufen.

## Sonstiges
- In der Ausgabe September 2004 ließ sie sich für das Magazin Playboy nackt fotografieren.[15]
- Heidemann gilt in China als die bekannteste und beliebteste deutsche Sportlerin, nur die Sportler Dirk Nowitzki und Timo Boll sind dort noch bekannter und beliebter. Im Jahr 2008 trat sie als erster ausländischer Sportler in der chinesischen Ausgabe des Sportstudios auf. Dort war sie in einem 45-minütigen Live-Interview auf Chinesisch zu sehen. Die Sendung sahen etwa 150 Millionen Menschen.
- 2008 wurde Heidemann Zweite bei der Wahl zu Deutschlands Sportlerin des Jahres.[16]
- Seit 2014 ist Heidemann Ehren-Botschafterin der Aktion Bewegung gegen Krebs der Deutschen Krebshilfe zusammen mit dem Deutschen Olympischen Sportbund und der Deutschen Sporthochschule Köln.[17]
- Am 30. Mai 2015 trug sie beim Endspiel um den DFB-Pokal die Trophäe ins Berliner Olympiastadion.[18]
- Auf Vorschlag der FDP-Landtagsfraktion Nordrhein-Westfalen war sie am 12. Februar 2017 Mitglied der 16. Bundesversammlung zur Wahl des Bundespräsidenten
- Im August 2017 wurde Heidemann in den Aufsichtsrat des 1. FC Köln gewählt.[19]
- Heidemann ist Patin des gemeinnützigen Vereins KIDsmiling – Projekt für hilfsbedürftige Kinder und Jugendliche.[20]
- Anfang 2019 nahm Heidemann an der Show Ewige Helden des Fernsehsenders VOX teil.

## Ehrungen

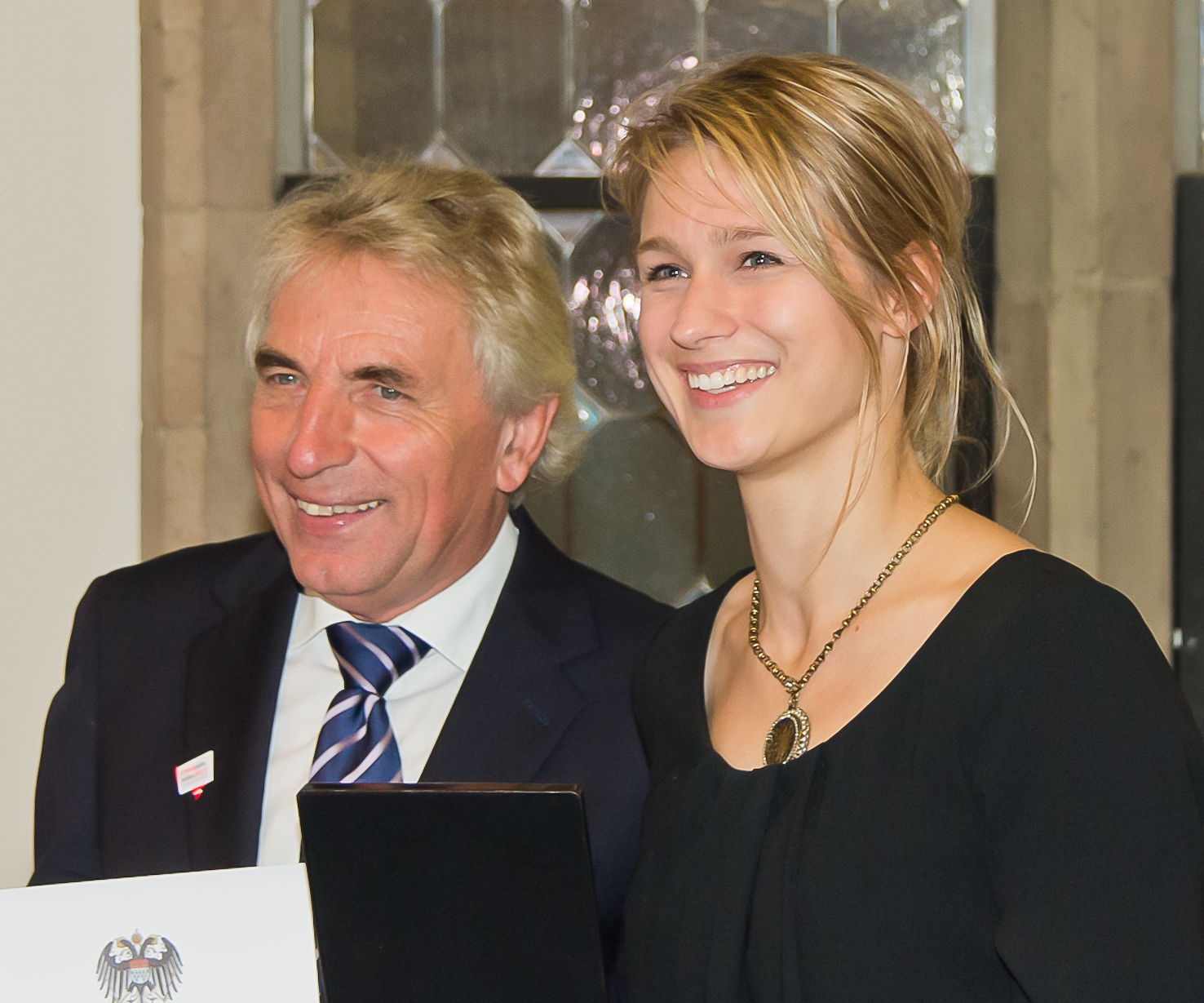
Britta Heidemann beim Empfang des Kölner Oberbürgermeisters Jürgen Roters für Kölner Olympioniken und Paralympics-Athleten (2012)

- 2008: „Felix“ als „Sportlerin des Jahres“ von Nordrhein-Westfalen
- 2008: Auszeichnung als „Kölner Sportlerin des Jahres“
- 2009: Sparkassenpreis für Vorbilder im Sport
- 2012: Silbernes Lorbeerblatt[21]
- 2012: „Felix“ als „Sportlerin des Jahres“ von Nordrhein-Westfalen
- 2013: Auszeichnung als „Kölner Sportlerin des Jahres 2012“[22]
- 2021 Verdienstorden des Landes Nordrhein-Westfalen[23]

## Werke
- Erfolg ist eine Frage der Haltung: Was Sie vom Fechten für das Leben lernen können. Ariston, München 2011, ISBN 978-3-424-20061-4.
- Willkommen im Reich der Gegensätze: China hautnah. Bastei Lübbe, Köln 2014, ISBN 978-3-7857-2517-7.